# مارانتا آروندیناسه
مارانتا آروندیناسه(نام علمی: Maranta arundinacea) نام یک گونه از تیره مارانتائیان است.